# Johannesburg Indoor 1976 - Doppio
Il doppio del torneo di tennis Johannesburg Indoor 1976, facente parte della categoria World Championship Tennis, ha avuto come vincitori Marty Riessen e Roscoe Tanner che hanno battuto in finale Frew McMillan e Tom Okker con il punteggio di 6–2, 7–5.

## Teste di serie
1. Marty Riessen /  Roscoe Tanner (Campioni)

1. Ross Case /  Geoff Masters (semifinali)

## Tabellone

### Legenda
| - Q = Qualificato - WC = Wild card - LL = Lucky loser | - ALT = Alternate - SE = Special Exempt - PR = Protected Ranking | - w/o = Walkover - r = Ritirato - d = Squalificato |

|  | Quarti di finale           | Quarti di finale             | Quarti di finale            | Quarti di finale | Quarti di finale |  |  | Semifinali                  | Semifinali                  | Semifinali                  | Semifinali              | Semifinali              |   |   | Finale                      | Finale                      | Finale                      | Finale | Finale |  |
|  |                            |                              |                             |                  |                  |  |  |                             |                             |                             |                         |                         |   |   |                             |                             |                             |        |        |  |
|  | 1                          | Marty Riessen Roscoe Tanner  | Marty Riessen Roscoe Tanner | 6                | 7                |  |  |                             |                             |                             |                         |                         |   |   |                             |                             |                             |        |        |  |
|  |                            | Andrew Pattison Kim Warwick  | Andrew Pattison Kim Warwick | 2                | 6                |  |  | Marty Riessen Roscoe Tanner | Marty Riessen Roscoe Tanner | Marty Riessen Roscoe Tanner | 7                       | 6                       |   |   |                             |                             |                             |        |        |  |
|  | Ray Moore Onny Parun       | Ray Moore Onny Parun         | 3                           | 6                | 6                |  |  | Ray Moore Onny Parun        | Ray Moore Onny Parun        | Ray Moore Onny Parun        | 6                       | 2                       |   |   |                             |                             |                             |        |        |  |
|  | Bob Giltinan Johnny Muller | Bob Giltinan Johnny Muller   | 6                           | 4                | 3                |  |  |                             |                             |                             |                         |                         |   |   | Marty Riessen Roscoe Tanner | Marty Riessen Roscoe Tanner | Marty Riessen Roscoe Tanner | 6      | 7      |  |
|  | Frew McMillan Tom Okker    | Frew McMillan Tom Okker      | Frew McMillan Tom Okker     | 6                | 6                |  |  |                             |                             | Frew McMillan Tom Okker     | Frew McMillan Tom Okker | Frew McMillan Tom Okker | 2 | 5 |                             |                             |                             |        |        |  |
|  | Björn Borg Guillermo Vilas | Björn Borg Guillermo Vilas   | Björn Borg Guillermo Vilas  | 3                | 2                |  |  | Frew McMillan Tom Okker     | Frew McMillan Tom Okker     | 0                           | 6                       | 6                       |   |   |                             |                             |                             |        |        |  |
|  | 2                          | Ross Case Geoff Masters      | 3                           | 7                | 6                |  |  | Ross Case Geoff Masters     | Ross Case Geoff Masters     | 6                           | 4                       | 4                       |   |   |                             |                             |                             |        |        |  |
|  |                            | Cliff Drysdale Bernie Mitton | 6                           | 6                | 4                |  |  |                             |                             |                             |                         |                         |   |   |                             |                             |                             |        |        |  |